# Dampfiella setosa
Dampfiella setosa är en kvalsterart som beskrevs av Sandór Mahunka 1984. Dampfiella setosa ingår i släktet Dampfiella och familjen Dampfiellidae. Inga underarter finns listade i Catalogue of Life.